# Andrzej Witkowski (szermierz)
Andrzej Witkowski (ur. 29 sierpnia 1979) – polski szermierz-florecista, dwukrotny medalista mistrzostw Europy z 2004. Zawodnik Warty Poznań.
Jego największymi sukcesami w karierze było drużynowe wicemistrzostwo Europy oraz brązowy medal mistrzostw Europy w turnieju indywidualnym w 2004. Ponadto w 1997 zdobył indywidualnie mistrzostwo Europy juniorów.
Jego młodszym bratem był szermierz i trener, Mateusz Witkowski.
Nie należy go mylić z Andrzejem Witkowskim, szermierzem AZS AWFiS Sietom Gdańsk.